# Acropteris luteopicta
Acropteris luteopicta är en fjärilsart som beskrevs av Gustave Arthur Poujade. Acropteris luteopicta ingår i släktet Acropteris och familjen Uraniidae. Inga underarter finns listade i Catalogue of Life.